# San José de Pare
San José de Pare es un municipio colombiano, ubicado en el sector nororiental del departamento de Boyacá en la Provincia de Ricaurte; situado a 217 km de Bogotá por la ruta a Bucaramanga y a 84 km de Tunja capital del departamento.

## Toponimia

##### Origen lingüístico[3]
- Familia lingüística: Indoeuropea / Afroasiática
- Lengua: Latín / Hebreo

##### Significado
San es una expresión que proviene de la voz latina sanctus, que nombra lo sagrado, variación de sancio “inviolable”. Sanctus es una modificación del vocablo sak que genera los sentidos de “honrar, reverenciar, respetar, estimar, venerar, glorificar, hacer inviolable algo por un acto religioso, establecer de una manera inmutable, ordenar, decretar, sancionar”. Es una expresión que antiguamente nombró la acción de teñir con sangre de sacrificio a quienes purificaban sus pecados; esta práctica era llamada santi-santos”.
José es una palabra de origen hebreo, que nace en la voz yosef con el sentido de dios añadirá, él acrecentará, dios aumenta". Yosef proviene de la voz hebrea iosuph "perfección".
Pare, es una variación de la acción de parar y nace del latín parare, que originalmente significa “preparar, disponer, proporcionar”. Del sentido de disponer, se pasó en castellano a “poner en tal estado o posición”, “pararse, ponerse, colocarse”, y luego adquirió el sentido de “detenerse” detener”. La acepción de pararse, ponerse en pie, se originó en la antigua frase “pararse en pie”, “ir a dar un lugar”, “tener posada”. En el siglo XV parar hacía referencia a algo de presentación y acción “vertical”.

##### Origen / Motivación
El nombre San José de Pare fue puesto en honor a San José que según la historia fue el padre adoptivo de Jesús, su festividad se celebra el 19 de marzo. Pare deiva del nombre de la orden dada por el jefe de inspecciones que se encontraban fundando poblaciones en la región, ordenando a la tropa levantar el campamento en el lugar.

## Historia
Historia, 
«Pare»

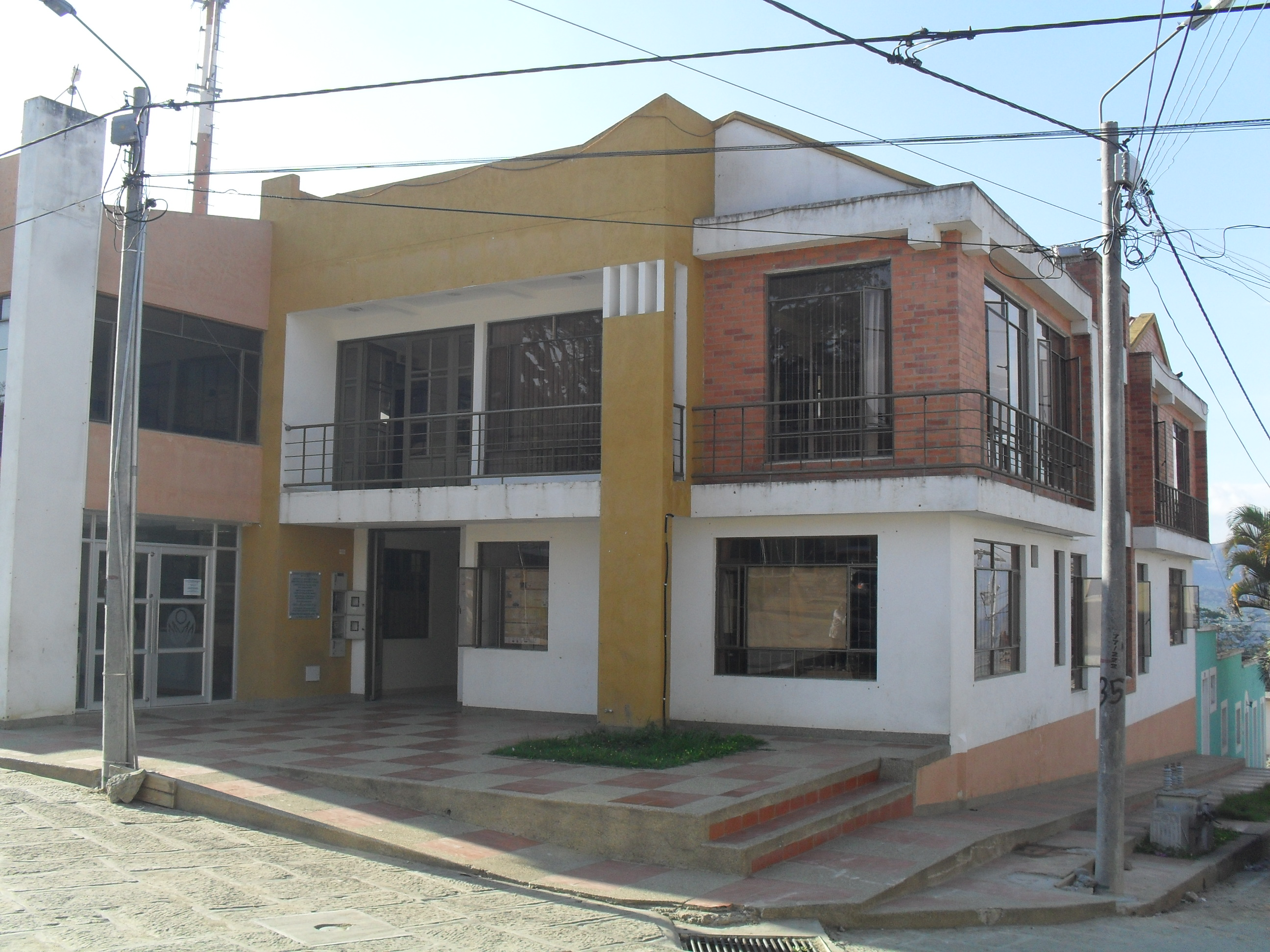
Fachada de la alcaldía de San José de Pare.

La historia nos remonta a un poblado llamado «Pare» que fue habitado por indígenas Guanes; —pertenecientes al grupo lingüístico Chibcha, junto a los Lanches y Muiscas — La noticia más reciente que se tiene de un guane vivo data de 1560, año en que llegó un visitador a averiguar por qué en la Provincia de Guanentá (cuya actual capital es San Gil) quedaba menos del 10% de la población indígena, con apenas 20 años de haber incursionado Martín Galeano y sus hordas españolas.
San José de Pare,
Historia, trayectoria, democracia.
Fue fundado el 3 de noviembre de 1780, por  Pedro Antonio Flórez, el municipio tiempo después pasó a llamarse San José de Pare, como dato histórico se cuenta que  el Libertador Simón Bolívar pasó por esta población el 29 de septiembre de 1819. En el año de 1857 fue creado el Estado Soberano de Boyacá y San José de Pare que hacía parte de la provincia de Vélez, entró a formar parte del nuevo estado. Empezó a depender directamente de Moniquirá, la cabecera de la provincia de Ricaurte, desde la Constitución de 1886.  Los primeros alcaldes fueron escogidos por cabildo justicia y ayuntamiento, su primer alcalde fue Andrés Guio.

## Geografía
San José de Pare limita con Barbosa y Güepsa en el departamento de Santander, y con Togüí, Moniquirá, Chitaraque y Santana en Boyacá y es bañado por los ríos Suárez y Ubaza.
San José de Pare está conformado por el Casco Urbano y nueve veredas: Muñoces y Camachos, Maciegal, Guanomo, Guanomito, San Isidro Alto, San Jacinto y Chapa, Balsa y Resguardo, Santo Domingo, y San Roque.

## Economía
San José de Pare es un municipio netamente agrícola, su economía está basada en el cultivo de caña de azúcar para la fabricación de panela; cuenta con más de ochenta trapiches paneleros distribuidos en sus nueve veredas; la panela es comercializada el día sábado en el municipio vecino de Santana, producto que luego es distribuido a todo el territorio nacional.
En menor proporción se cultiva café, plátano, yuca, maíz, frijol, hortalizas, frutales etc., la ganadería también es un renglón importante.
su día de mercado es el Domingo, y su patrono religioso es San Jose.